# Първа средногорска бригада „Христо Ботев“
Първа средногорска бригада „Христо Ботев“ е подразделение на Втора Пловдивска въстаническа оперативна зона на НОВА по време на партизанското движение в България (1941-1944). Действа в Източна Средна гора.
Първа средногорска бригада „Христо Ботев“ се създава на 15 юли 1944 г. от разрасналия се Партизански отряд „Христо Ботев“. Състои се от 5 дружини със средно по 100 партизани. Командир на бригадата е Сребро Бабаков, политкомисар Никола Балканджиев.
На 18 юли 1944 г. унищожава радиостанция на Вермахта край с. Спасово. От 22 до 31 юли провежда ежедневни нападения на охранителните постове по железопътната линия Карлово-Пловдив. Многократно прекъсва телеграфните и телефонните линии при с. Песнопой, с. Черноземен, с. Дъбене и другаде.
На 9 септември 1944 година участва в установяването на властта на Отечествения фронт в Чирпан и Пловдив.